# Father of all bombs
Father of All Bombs (Russisch: Папа всех бомб; Papa vsech bomb; "Pappa van alle bommen" of Отец всех бомб; Vader van alle bommen) is een bijnaam voor een zeer zware thermobarische bom van Russische makelij. De Russische officiële naam voor de bom is Thermobarische Luchtbom met Vergrote Kracht (Авиационная вакуумная бомба повышенной мощности; Aviatsionnaja vakoemnaja bomba povysjennoj mosjtsjnosti of afgekort АВБПМ; AVBPM).
Op 11 september 2007 heeft Rusland de bom vanuit een Tupolev Tu-160 geworpen in een test die gefilmd is, en werd uitgezonden op de Russische televisie. Deze bom, en zijn bijnaam zijn min of meer gelijk aan de Amerikaanse MOAB, die vaak de Mother of all bombs genoemd wordt, maar het is oorspronkelijk een acroniem voor Massive Ordnance Air Blast.
Net als de MOAB lijkt de explosie op die van een atoombom door de vorming van een paddenstoelwolk en jaagt de aanschouwers angst aan. Psychologische oorlogsvoering is een belangrijk doel van deze extreem zware bom hoewel het bombarderen van uitgestrekte doelen en grottencomplexen het eigenlijke doel is. 

## Werking
Het wapen heeft volgens Russische opgave een opbrengst van het equivalent van 44 ton TNT die bereikt wordt door middel van de toepassing van 7,8 ton explosieven. De MOAB heeft een opbrengst van ongeveer 11 ton TNT. De ontploffing heeft een bereik van 300 meter, ongeveer twee keer zo groot als de MOAB.